# The Unquiet Grave
The Unquiet Grave (La tomba inquieta) è una ballata tradizionale britannica molto popolare in Scozia e nel Galles.
Risalente al Quattrocento, è stata catalogata da Francis James Child come ballata numero 78. Nota anche con il titolo Cold Blows the Wind, narra di un giovane uomo (o donna, in alcune varianti) che, dopo aver perso il suo "vero amore", piange sulla tomba di quest'ultimo per "dodici mesi e un giorno". Trascorso questo tempo, il fantasma dell'amata esce dalla tomba e chiede al vivente perché non la lasci riposare in pace. Il vivo chiede un bacio ma il fantasma lo ammonisce che lo scambio di un bacio con un morto porrà termine alla sua stessa vita. Ma siccome il giovane insiste, la defunta gli spiega che, una volta morti, i loro cuori semplicemente smetterebbero di esistere, perciò lo esorta a godere della vita mentre ce l'ha.